# William Gutenius
William Gutenius (nacido el 17 de septiembre de 1992 en  Lerum, Vestrogotia, Suecia) es un jugador de baloncesto sueco que actualmente pertenece a la plantilla del Nässjö Basket de la Svenska basketligan. Con 2,05 metros de altura juega en la posición de ala-pívot. 

## Trayectoria deportiva
Gutenius es un jugador alto y atlético que combina las posiciones de 4 y 3, puede jugar tanto de ala-pívot como de alero. Jugó cinco temporadas en los Sundsvall Dragons, equipo con el que fue campeón de la liga regular.
En la temporada 2016-17, en las filas del KFUM Nassjo Basket completó 31 partidos con una media de 19,8 minutos por partido, un 35,4% de aciertos en canastas de 3 puntos y un 48,2% en tiros de 2.
Para la temporada 2017-18, el CB Clavijo de LEB Oro firma al jugador por una temporada, siendo su primera experiencia fuera del baloncesto de su país.